# Brinkmann
Brinkmann é um município da província de Córdova, na Argentina.